# Kamienica (gmina)
Kamienica – gmina wiejska w południowej części województwa małopolskiego, w powiecie limanowskim. Położona w dorzeczu Kamienicy Gorczańskiej, między pasmem Gorców a Beskidu Wyspowego. W latach 1975–1998 gmina położona była w województwie nowosądeckim.
25 maja 1986 gmina została odznaczona Krzyżem Grunwaldu III klasy za walkę z niemieckim okupantem. Przy tej okazji otwarto Izbę Pamięci.
Siedziba gminy to Kamienica. W skład gminy, oprócz Kamienicy, wchodzą trzy okoliczne miejscowości: Zalesie, Zbludza i Zasadne.
1 stycznia 2025 z gminy Kamienica wyodrębniono nową gminę Szczawa. 

## Struktura powierzchni
Według danych z roku 2002 gmina Kamienica ma obszar 96,11 km², w tym:
- użytki rolne: 32%
- użytki leśne: 64%

Gmina stanowi 10,1% powierzchni powiatu.

## Demografia
Dane z 30 czerwca 2004:
| Opis                              | Ogółem | Ogółem | Kobiety | Kobiety | Mężczyźni | Mężczyźni |
| --------------------------------- | ------ | ------ | ------- | ------- | --------- | --------- |
| jednostka                         | osób   | %      | osób    | %       | osób      | %         |
| populacja                         | 7227   | 100    | 3597    | 49,8    | 3630      | 50,2      |
| gęstość zaludnienia (mieszk./km²) | 75,2   | 75,2   | 37,4    | 37,4    | 37,8      | 37,8      |

Według danych z 30 czerwca 2004 gminę zamieszkiwało 7227 osób.

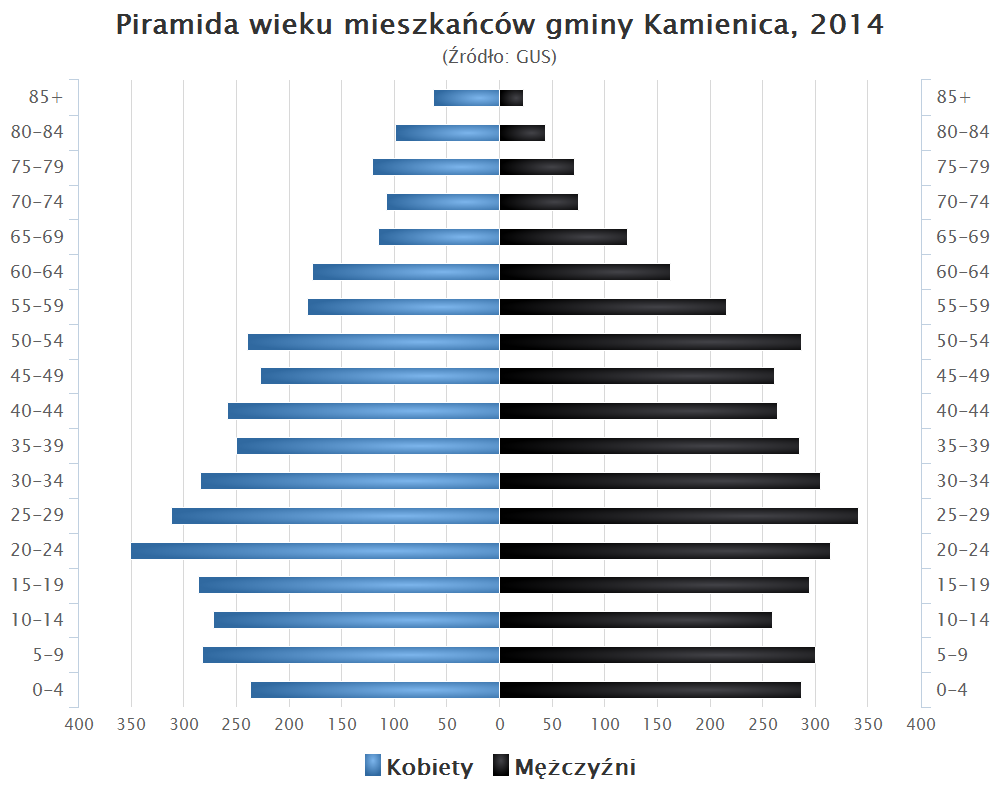
Piramida wieku mieszkańców gminy Kamienica w 2014 roku

## Sąsiednie gminy
Łącko, Łukowica, Ochotnica Dolna, Słopnice, Szczawa